# Chlapectví (film)
Chlapectví (v anglickém originále Boyhood) je americké filmové drama z roku 2014. Natočil jej režisér Richard Linklater podle vlastního scénáře. Ve filmu se představili Ellar Coltrane, Lorelei Linklater, Ethan Hawke a Patricia Arquette. Děj sleduje dospívání chlapce Masona Evanse (Ellar Coltrane). Film vznikal dvanáct let tak, že každý rok se natáčelo jen několik dní. Na počátku snímku je mu pět let, ke konci pak osmnáct.
Premiéru měl dne 19. ledna 2014 na festivalu Sundance, v amerických kinech byl pak představen 11. července téhož roku. Do českých kin se dostal 14. srpna 2014.
Drama získalo řadu ocenění, mezi jinými na 72. ročníku udílení Zlatých glóbů v kategoriích nejlepší režie, nejlepší dramatický film (Richard Linklater) a nejlepší ženský herecký výkon ve vedlejší roli (Patricia Arquette). Snímek také soutěžil v hlavní sekci 64. ročníku Berlínského mezinárodního filmového festivalu, na kterém Linklater vyhrál Stříbrného medvěda pro nejlepšího režiséra.
Šest nominací obdrželo na 87. ročníku udílení Oscarů, včetně kategorií nejlepší film, nejlepší režisér i hereckých nominací pro Arquetteovou a Hawkeho. Patricia Arquette následně získala Oscara za nejlepší ženský herecký výkon ve vedlejší roli.
Řada významných filmových kritiků drama ve svých recenzích označila za mezník v dějinách filmu. Kladně hodnoceno bylo vedení režie, herectví i celkové záběry.

## Obsazení
| Ellar Coltrane       | Mason Evans, ml.                |
| Patricia Arquette    | Olivia Evans                    |
| Lorelei Linklater    | Samantha Evans                  |
| Ethan Hawke          | Mason Evans, st.                |
| Libby Villariová     | Catherine: matka Olivie         |
| Marco Perella        | Bill Welbrock: druhý muž Olivie |
| Jamie Howardová      | Mindy Welbrock: Billova dcera   |
| Andrew Villarreal    | Randy Welbrock: Billův syn      |
| Brad Hawkins         | Jim: třetí muž Olivie           |
| Jenni Tooleyová      | Annie: druhá žena Masona, st.   |
| Richard Andrew Jones | otec Annie                      |
| Karen Jonesová       | matka Annie                     |
| Bill Wise            | Steve Evans: bratr Masona, st.  |

| Zoe Grahamová         | Sheena: přítelkyně Masona, ml.            |
| Charlie Sexton        | Jimmy: spolubydlící Masona, st.           |
| Barbara Chisholmová   | Carol: přítelkyně Olivie                  |
| Cassidy Johnsonová    | Abby: dcera Carol                         |
| Richard Robichaux     | šéf Masona                                |
| Steven Chester Prince | Ted: přítel Olivie                        |
| Tom McTigue           | Turlington: učitel fotografie Masona, ml. |
| Will Harris           | školní přítel Sam                         |
| Andrea Chen           | spulubydlící Sam                          |
| Maximillian McNamara  | Dalton: spolubydlící Masona, ml.          |
| Taylor Weaverová      | Barb: přítelkyně Daltona                  |
| Jessi Mechlerová      | Nicole: spolubydlící Barb                 |

## Produkce
V květnu 2002 režisér a scenárista Linklater oznámil, že by měl během léta začít natáčet zatím nepojmenovaný projekt v rodném Houstonu. Uvedl záměr sestavit štáb a herce, kteří by se mohli na snímku podílet vždy několik natáčecích týdnů v rozmezí následujících dvanácti let. Myšlenku komentoval slovy: „Již dlouho jsem chtěl vyprávět příběh vztahu rodiče a dítěte, jenž mapuje chlapce od nástupu na základku až do opuštění střední školy. Problémem ovšem zůstává, že se děti hodně mění, a je nemožné tento vývoj postihnout v jeho úplnosti. Jsem zcela připraven jakkoli upravovat příběh podle okolností, které nastanou“. Distribuční společnost IFC se zavázala film financovat každý rok rozpočtem 200 tisíc dolarů, nebo úhrnnou sumou 2,4 milionu dolarů na 12leté období.
Linklater do hlavní role Masona obsadil sedmiletého chlapce Ellara Coltranea. Herci však nemohli na film uzavřít smlouvu v důsledku kalifornského zákona De Havillandové (pojmenovaného po herečce Olivii de Havillandové), jenž znemožňoval zakládat pracovní smlouvy osob na období delší sedmi let. Režisér požádal Hawkea, hrajícího chlapcova otce, aby film v případě jeho úmrtí dokončil.
Chlapectví se začalo natáčet bez úplného scénáře. Linklater měl u každé postavy nastíněny základní obrysy vývoje děje a závěr, obsahující poslední záběr. Nicméně průběžná tvorba scénáře na další sezónu vycházela vždy z materiálu natočeného předešlý rok, a reflektovala tak změny, které se během tohoto období u každého herce udály.
Všichni umělci v hlavních úlohách se podíleli na tvorbě příběhu. Do děje přispívali zážitky ze svých životů; např. postava chlapcova táty vycházela z předlohy otců Hawkea i Linklatera, v obou případech rozvedených pojišťovacích agentů z Texasu, kteří se znovu oženili. Předlohou role Arquetteové byla její vlastní matka, jež si doplnila vysokoškolské vzdělání v pozdějším věku, aby se stala psychiatričkou.

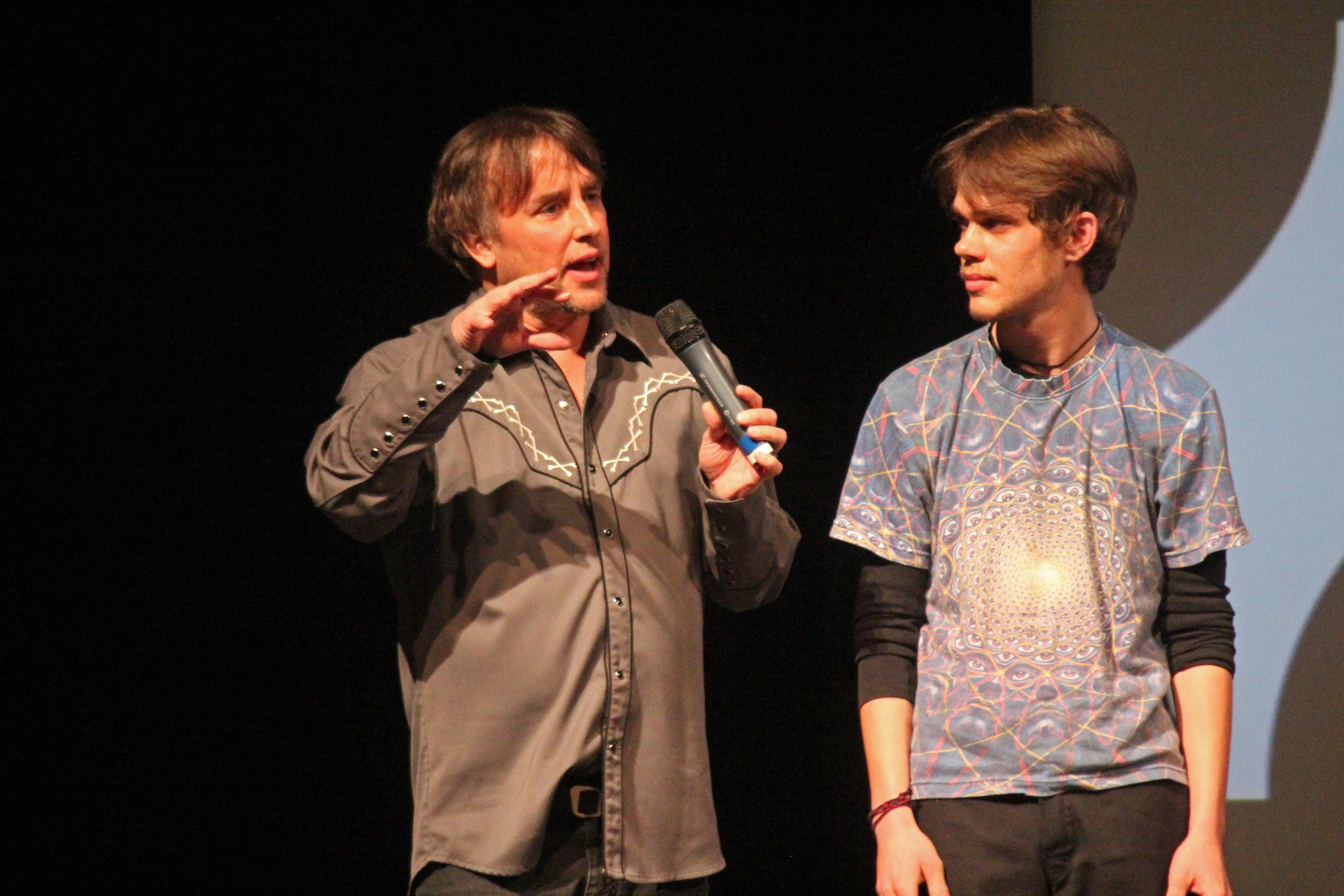
Richard Linklater s Ellarem Coltranem, 2013

Denní scénář na následující scény byl dopsán někdy až v noci před natáčením; rozmluva o možném pokračování Hvězdných válek se podle Hawkea stala „jedinou nefalšovanou improvizací celého snímku“. Štáb a herci se potkávali v různých obdobích jednou až dvakrát do roka, aby společně strávili tři až čtyři natáčecí dny. Produkční tým potřeboval na přípravu okolo dvou měsíců za rok a postprodukce znamenala další měsíční činnost. Poté, co byla Arquetteová obsazena do titulní role seriálu Médium, scény natáčela během víkendů.
V prvních letech tvorby si Linklater pohrával s různými pracovními názvy mezi něž zařadil The Twelve-Year Project (Dvanáctiletý projekt), The Twelve-Year Movie (Dvanáctiletý film), stejně jako Boyhood (Chlapectví). Po dotočné v polovině roku 2013 jej režisér nejdříve pojmenoval 12 Years (12 let). Z obavy před záměnou z právě uvedeného úspěšného snímku 12 let v řetězech (2013), došlo ke změně názvu na Boyhood.

## Přijetí
Film se 11. července 2014 promítal pouze ve čtyřech kinech v Severní Americe a vydělal 387 618 dolarů. Další týden byl promítán v dalších 34 kinech a vydělal 1,2 milionů dolarů. 15. srpna 2014 se již promítal v 771 kinech a vydělal 2 miliony dolarů. Snímek vydělal 25,4 milionů dolarů v Severní Americe a 21 milionů dolarů v ostatních oblastech, celkově tak vydělal 46,4 milionů dolarů po celém světě. Rozpočet filmu činil 4 miliony dolarů. V Severní Americe byl oficiálně uveden 20. května 2016, společně s filmy Sousedi a Angry . Za první víkend docílil druhé nejvyšší návštěvnosti, kdy vydělal 35,5 milionů dolarů. Na první místě se umístil animovaný film Hledá se Dory, který utržil 135,1 milionů dolarů.
Film získal pozitivní kritiku. Na recenzní stránce Rotten Tomatoes získal z 275 započtených recenzí 98 procent s průměrným ratingem 9,2 bodů z deseti. Na serveru Metacritic snímek získal z 50 recenzí sto bodů ze sta. Na Česko-Slovenské filmové databázi snímek získal 77%.

## Výroční filmové žebříčky
Chlapectví se objevilo ve výročních žebříčcích nejlepších filmů roku 2014 tvořených kritiky, a to ve větší četnosti než jakýkoli další film premiérovaný v roce 2014, včetně nejvyššího počtu prvních míst.
- 1. – Marjorie Baumgarten – The Austin Chronicle[25]
- 1. – Peter Bradshaw – The Guardian[26]
- 1. – Justin Chang – Variety[27]
- 1. – Simon Crook – Empire[28]
- 1. – A. A. Dowd – The A.V. Club[29]
- 1. – David Edelstein – New York[30]
- 1. – Bill Goodykoontz – The Arizona Republic[31]
- 1. – Stephen Holden – The New York Times[32]
- 1. – Ann Hornadayová – The Washington Post[33]
- 1. – Peter Howell – The Toronto Star[34]
- 1. – Eric Kohn – Indiewire[35]
- 1. – Mick LaSalle – The San Francisco Chronicle[36]
- 1. – Bob Mondello – National Public Radio[37]
- 1. – Joe Morgenstern – The Wall Street Journal[38]
- 1. – Andrew O'Hehir – Salon[39]
- 1. – Michael Phillips – Chicago Tribune[40]
- 1. – Claudia Puigová – USA Today[41]
- 1. – Richard Roeper – Chicago Sun-Times[42]
- 1. – Joshua Rothkopf – Time Out[43]
- 1. – A. O. Scott – The New York Times[44]
- 1. – Betsy Sharkeyová – The Los Angeles Times[45]
- 1. – přispěvatelé Sight & Sound - Britský filmový institut[46]
- 1. – Peter Travers – Rolling Stone[47]
- 2. – Tom Brook – British Broadcasting Corporation[48]
- 2. – Robbie Collin – The Telegraph[49]
- 2. – Richard Corliss – Time[50]
- 2. – Chris Nashawaty – Entertainment Weekly[51]
- 2. – Kyle Smith – New York Post[52]
- 2. – Mark Kermode – BBC Radio Five Live[53]
- 3. – Rex Reed – The New York Observer[54]
- 4. – James Berardinelli – Reelviews[55]
- 5. – Richard Lawson – Vanity Fair[56]
- 5. – Todd McCarthy – The Hollywood Reporter[57]
- 6. – Christopher Orr – The Atlantic[58]
- 7. – Peter Rainer – The Christian Science Monitor[59]
- 9. – Lou Lumenick – New York Post[60]
- neumístěn - Manohla Dargis – The New York Times[61]
- neumístěn – David Denby – The New Yorker[62]
- neumístěn – Steven Rea – The Philadelphia Inquirer[63]
- neumístěn – Dana Stevensová – Slate[64]